# P’yŏngch’ŏn
P’yŏngch’ŏn (kor. 평천구역, P’yŏngch’ŏn-guyŏk) – jedna z 19 dzielnic stolicy Korei Północnej, Pjongjangu. Znajduje się w południowo-zachodniej części śródmieścia. W 2008 roku liczyła 181 142 mieszkańców. Składa się z 17 osiedli (kor. dong). Graniczy z dzielnicą Chung od wschodu, Man’gyŏngdae od zachodu, Pot’onggang od północy i Rangnang od południa. Na terenie dzielnicy znajdują się jedna stacja pjongjańskiego metra, obsługujące linię Ch’ŏllima, Puhŭng („Odrodzenie”).

## Historia
Pierwotnie tereny dzielnicy stanowiły część wsi P’yŏngch’ŏn, należącej wówczas jako osobna jednostka administracyjna do Pjongjangu. Po zakończeniu stanowiły najpierw część dzielnicy centralnej (kor. 중구, Chung-gu), następnie południowej (kor. 남구, Nam-gu). Z tych terenów (po przyłączeniu części dzielnicy Oesŏng) dzielnica P’yŏngch’ŏn powstała w październiku 1960 roku.

## Podział administracyjny dzielnicy
W skład dzielnicy wchodzą następujące jednostki administracyjne:
| Nazwa jednostki administracyjnej | Rodzaj jednostki administracyjnej | Hangul    | Hancha    |
| -------------------------------- | --------------------------------- | --------- | --------- |
| Ansan-dong                       | osiedle                           | 안산1동   | 鞍山1洞   |
| Ansan-dong                       | osiedle                           | 안산2동   | 鞍山2洞   |
| Puksŏng-1-dong                   | osiedle                           | 북성1동   | 北城1洞   |
| Puksŏng-2-dong                   | osiedle                           | 북성2동   | 北城2洞   |
| Kansŏng-dong                     | osiedle                           | 간성동    | 干城洞    |
| Pongji-dong                      | osiedle                           | 봉지동    | 鳳池洞    |
| Pongnam-dong                     | osiedle                           | 봉남동    | 鳳南洞    |
| Chŏngp’yŏng-dong                 | osiedle                           | 정평동    | 井平洞    |
| Ponghak-dong                     | osiedle                           | 봉학동    | 鳳鶴洞    |
| Haeun-1-dong                     | osiedle                           | 해운1동   | 海運1洞   |
| Haeun-2-dong                     | osiedle                           | 해운2동   | 海運2洞   |
| Ryukgyo-1-dong                   | osiedle                           | 륙교1동   | 陸橋1洞   |
| Ryukgyo-2-dong                   | osiedle                           | 륙교2동   | 陸橋2洞   |
| P’yŏngch’ŏn-1-dong               | osiedle                           | 평천1동   | 平川1洞   |
| P’yŏngch’ŏn-2-dong               | osiedle                           | 평천2동   | 平川2洞   |
| Saemaŭl-1-dong                   | osiedle                           | 새마을1동 | 새마을1동 |
| Saemaŭl-2-dong                   | osiedle                           | 새마을2동 | 새마을2동 |

## Ważne miejsca na terenie dzielnicy

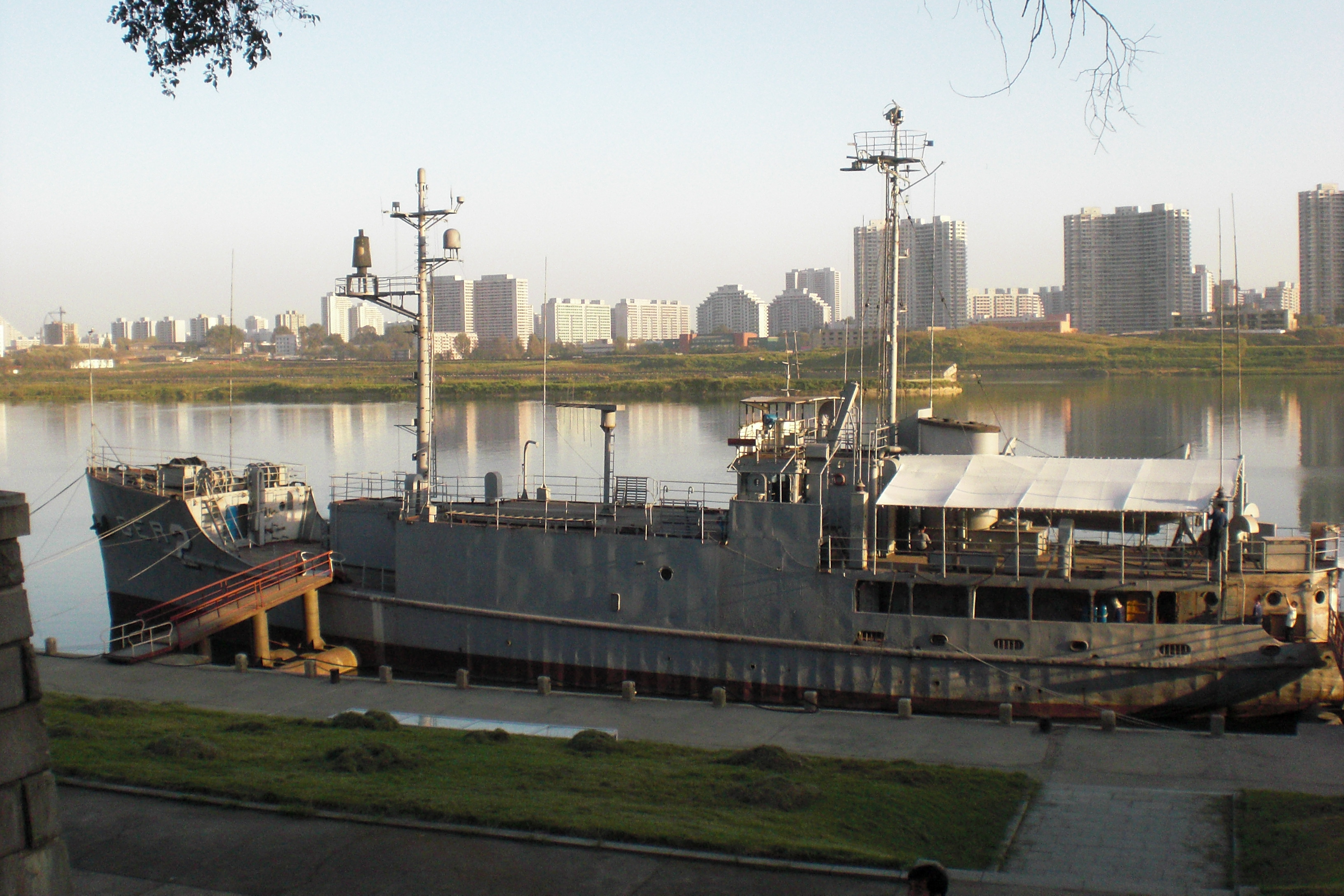
USS Pueblo

- Amerykański okręt szpiegowski, USS Pueblo, pojmany przez Koreańczyków w 1968 roku
- Studio sztuki Mansudae – największe w Korei Północnej studio produkcji różnego rodzaju dzieł sztuki – obrazów, rzeźb czy rysunków
- Wyższa Szkoła Handlowa im. Jang Ch’ŏl Gu
- Most Chungsŏng, łączący dzielnice P’yŏngch’ŏn oraz Rangnang